# Шарм ел Шеик
Шарм ел Шеик (арап. شرم الشيخ') је град на истоку Египта, на крајњем југу полуострва Синај. Налази се обали Црвеног мора и припада губернији јужни Синај. Шарм ел Шеик је познато летовалиште нарочито популарно међу рониоцима. 
У граду живи 28.438 људи (2001). Због сезонске природе туристичке индустрије број становника је тешко утврдити. 
Од 1967. до 1982. у области Шарм ел Шеика су владали Израелци. Они су изградили прву туристичку инфраструктуру у овом, до тада, рибарском селу. Египат је повратио власт над Синајем 1982. и наставио развој туризма у насељу. Број хотела се од 1982. до 2000. попео са 3 на 91, док је број туриста премашио 5 милиона годишње. Шарм ел Шеик има и међународни аеродром. Осим као летовалиште, град је познат по конгресном туризму. 

## Географија
| Клима Шарм ел Шеика                           | Клима Шарм ел Шеика | Клима Шарм ел Шеика | Клима Шарм ел Шеика | Клима Шарм ел Шеика | Клима Шарм ел Шеика | Клима Шарм ел Шеика | Клима Шарм ел Шеика | Клима Шарм ел Шеика | Клима Шарм ел Шеика | Клима Шарм ел Шеика | Клима Шарм ел Шеика | Клима Шарм ел Шеика | Клима Шарм ел Шеика |
| Показатељ \ Месец                             | .Јан.               | .Феб.               | .Мар.               | .Апр.               | .Мај.               | .Јун.               | .Јул.               | .Авг.               | .Сеп.               | .Окт.               | .Нов.               | .Дец.               | .Год.               |
| --------------------------------------------- | ------------------- | ------------------- | ------------------- | ------------------- | ------------------- | ------------------- | ------------------- | ------------------- | ------------------- | ------------------- | ------------------- | ------------------- | ------------------- |
| Средњи максимум, °C (°F)                      | 23 (73)             | 22 (72)             | 25 (77)             | 30 (86)             | 34 (93)             | 37 (99)             | 37 (99)             | 37 (99)             | 35 (95)             | 31 (88)             | 27 (81)             | 23 (73)             | 30,2 (86,4)         |
| Средњи минимум, °C (°F)                       | 13,3 (55,9)         | 13,7 (56,7)         | 16,1 (61)           | 20,1 (68,2)         | 23,8 (74,8)         | 26,5 (79,7)         | 26,7 (80,1)         | 28,0 (82,4)         | 26,5 (79,7)         | 23,4 (74,1)         | 18,9 (66)           | 15,0 (59)           | 21,0 (69,8)         |
| Количина падавина, mm (in)                    | 0,5 (0,2)           | 0,2 (0,08)          | 1,2 (0,47)          | 0,2 (0,08)          | 0,5 (0,2)           | 0 (0)               | 0 (0)               | 0 (0)               | 0,04 (0,016)        | 0,8 (0,31)          | 3,3 (1,3)           | 0,5 (0,2)           | 7,24 (2,85)         |
| Извор: worldweather.org, Туристический портал |                     |                     |                     |                     |                     |                     |                     |                     |                     |                     |                     |                     |                     |

## Партнерски градови
- Акаба
- Арцачена
- Јалта
- Свакопмунд
- Хевиз